# コンパーテス ショコラティエ
コンパーテス ショコラティエ（Compartes Chocolate）は、アメリカのロサンゼルス・サンタモニカ近郊に本店を構える高級チョコレートの老舗店。
アメリカで創業し、現在はアメリカなどにおいてチョコレートや関連商品の販売を行っている。

## 沿革
1950年、創業者であるコンパルティエ夫人が、ヨーロッパのチョコレート製造技術とレシピをもってアメリカ・ロサンゼルスで設立した。
創業当時からフランク・シナトラ、マリリン・モンロー、エルビス・プレスリー、ウィンストン・チャーチル、ケネディー一家などが顧客であった。
2003年、現在のオーナーであるジョナサン・グラムが経営者となる。
2011年、アメリカ版「フォーブス」で「有望な30歳以下Food&Wine TOP30」に選ばれ、「Food Network」「CNN」「ABC」「Bravo」「A&E」など多数のTV番組にも出演し、活動拠点を広げるために日本に出店する。
2023年9月、オンラインショップ「Compartés JAPAN」で日本再上陸。

## 日本国内における展開
日本では、日本法人としてコンパーテス・ジャパンが輸入・製造・販売を行っていた。
2010年4月に初代日本法人が設立。2011年1月、東京都南青山に日本第1号店となる青山店をオープンさせ、2013年4月18日、東京都京橋「東京スクエアガーデン」にて西海岸テイストのアメリカンダイナー、グラムズカフェ -ロサンゼルス(Grahm's Cafe -Los Angeles)をオープンさせた。
初代法人は2019年6月にネットワークインフォメーションセンターに吸収合併され解散。半年間はネットワークインフォメーションセンターが運営していたが、2019年12月に実施されたグループ再編に伴い、事業は新たに設立された2代目法人へ移管された。2020年3月には本社を渋谷区道玄坂から神奈川県鎌倉市へ移転した。
しかし、初代法人時代から、製造原価の高騰により、一部の製造を外部委託しながらコスト削減に努めていたが、2020年に発生した新型コロナウイルスによる臨時休業が追い打ちをかけ業績が悪化。このため、コンパーテス・ジャパンは2020年8月31日に事業を停止。同年9月2日に東京地方裁判所から破産手続開始決定を受けた。経営破綻時は、首都圏で4店舗を展開していた。
2023年9月エスケイアイ株式会社が専任販売権を有した運営会社として製造、販売、運営によるオンラインショップ「Compartés JAPAN」がオープンし日本での再展開が始まった。

## 販売商品
チョコレートをメインとして扱っており、スカル（ドクロ）デザインを組み合わせトリュフチョコレートが代表的な商品。
チョコレート以外のドライフルーツやパウンドケーキ、フローズンドリンク(期間限定)なども販売している。

## コラボレーション
- 2011年 SEE BY CHLOÉ(シーバイクロエ)：スイーツショップ「bonbon chocolat」[9]
- 2012年 日本テレビ系情報バラエティー番組「ヒルナンデス!」：ラブフルーツ～SummerPremium(サマープレミアム)～[10]、SEE BY CHLOÉ(シーバイクロエ)：チョコレートショップ＆カフェ[11]
- 2013年 DIESEL(ディーゼル)：バレンタインギフト「ラブ＆ヘイト・イン・ダイナマイト(LOVE&HATE in Dynamite)」[12]
- 2014年 サンリオ：マイメロディコラボレーション商品[13]
- 2015年 DIESEL(ディーゼル)：バレンタインギフト「LOVE POISON」[14]

### ヒルナンデス!とのコラボレーション
フェルナンデスくんのコーナーにて、当時の日本法人の社長であった曽根邦夫より「夏にはチョコの売り上げが落ちることから新商品によるテコ入れを行う」という発言から新商品開発プロジェクトが開始された。
放送内容
- 2013年7月3日 フェルナンデスくん 「人気チョコレートの秘密を探るんデス。」の巻[15]
- 2013年7月4日 フェルナンデスくん 「夏でも売れるチョコレートって何なんデス？」の巻[16]
- 2013年7月12日 フェルナンデスくん 「8番目のフルーツを探すんデス。」の巻 [17]
- 2013年7月13日 フェルナンデスくん「梅✕チョコはいけるんデスか？」の巻[18]
- 2013年7月18日 フェルナンデスくん 「みかんのラブフルーツを作るんデス。」の巻[19]
- 2013年7月26日 フェルナンデスくん 「ロサンゼルスに行くんデス。」の巻 [20]
- 2013年7月27日 ラブフルーツ～サマープレミアム～ 気になる完成品を試食[21]